# ワン ナイト トリップ EP
「ワン ナイト トリップ EP」は、阿部芙蓉美の4枚目のシングル。

## 概要
2008年9月10日に発売された。作詞は阿部芙蓉美（#1,2,4）、Johnny H Mercer（#3）。英訳詞はarvin homa aya（#2）。作曲は谷本新（#1,2,4）、Henry Nicola Mancini（#3）。
初の4曲入りシングルで、収録曲4曲のうち3曲にタイアップが付いた。本作は既出の楽曲「trip -うちへかえろ-」の映画タイアップに合わせたため、「秋限定生産盤」と銘打った企画盤として、年末までの期間限定生産となる。なお、企画盤ということであくまでもお遊びとして、本作のアーティスト写真では阿部は着ぐるみを着用している。

## 収録曲
1. trip -うちへかえろ-
  - ヘキサゴン・ピクチャーズ配給フランス映画『ベティの小さな秘密』日本公開版イメージソング
  - TBS系『CDTV』2008年9月度エンディングテーマ

初出は2枚目のシングル「青春と路地」のカップリングで、アルバム『ブルーズ』の収録に続き3度目の音源化となる。本作ではリマスタリングを施しての収録となる。なお、本作のタイトルの『ワン ナイト トリップ』は本曲の歌詞によるものである。PVは「青春と路地」「開け放つ窓」に続き、牧鉄馬が監督を手掛けており、イメージソングのタイアップとなった映画『ベティの小さな秘密』が映写されているドライブインシアターで阿部がギターを弾き語っているというものになっている。
2. journey (english version)
  - うごく!プロジェクト『うごく!岐阜<生>』キャンペーンウェブサイト使用曲

オリジナル曲としては初の英語曲。先に阿部が日本語詞で書いたものを、後に歌手で作詞家のarvin homa ayaが英訳して制作された。楽曲自体は6月下旬より『うごく!岐阜<生>』のウェブサイト上でフルサイズで聴くことが出来た。
3. moon river
  - NEXCO中日本企業CMソング

オードリー・ヘプバーンが映画『ティファニーで朝食を』の主題歌として1961年に発表した楽曲のカバーで、阿部にとっては初のカバー曲の音源化となる。楽曲自体はCMソングとして3月よりオンエアが開始され、本作収録の新曲の中では最も早く存在が明らかになっていた。
4. みんなのブルーズ
アルバム『ブルーズ』期間限定生産盤の付属DVDのスペシャルクリップとして収録されていた映像でBGMとして使用されていた楽曲で、本作で初のCD音源化となる。楽曲の尺は2分強と、これまで発表した歌詞付きの楽曲の中では最も短い。